# Cuantil

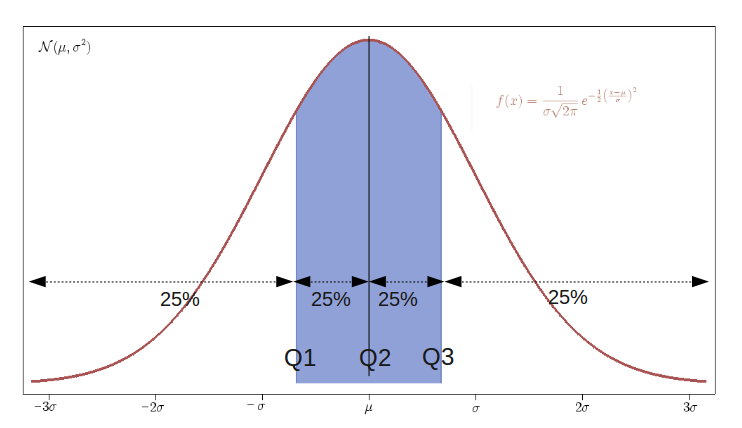
Los cuartiles 0,25; 0,50 y 0,75 de la distribución normal -más conocidos como los cuartiles Q_1, Q_2 y Q_3-, dividen la distribución en cuatro bloques, cada uno de los cuales contiene el 25% de los datos.

Los cuantiles son puntos tomados a intervalos regulares de la función de distribución de una variable aleatoria.
El término cuantil fue usado por primera vez por Kendall en 1940. El cuantil de orden p de una distribución (con 0 < p < 1) es el valor de la variable {\displaystyle x_{p}} que marca un corte de modo que una proporción p de valores de la población es menor o igual que {\displaystyle x_{p}}. Por ejemplo, el cuantil de orden 0,36 dejaría un 36% de valores por debajo y el cuantil de orden 0,50 se corresponde con la mediana de la distribución.
Los cuantiles suelen usarse por grupos que dividen la distribución en partes iguales; entendidas estas como intervalos que comprenden la misma proporción de valores. Los más usados son:
- Los cuartiles, que dividen a la distribución en cuatro partes (corresponden a los cuantiles 0,25; 0,50 y 0,75);
- Los quintiles, que dividen a la distribución en cinco partes (corresponden a los cuantiles 0,20; 0,40; 0,60 y 0,80);
- Los deciles, que dividen a la distribución en diez partes;
- Los percentiles, que dividen a la distribución en cien partes.

En el cálculo de cuantiles con distribuciones de variable continua (por ejemplo, con datos agrupados) puede conseguirse fácilmente que las partes en que se divide la distribución sean exactamente iguales. Sin embargo, en las distribuciones de variable discreta (como el caso de datos aislados) debemos conformarnos con que estas partes sean aproximadamente iguales. Por desgracia, no hay consenso sobre cómo realizar esta aproximación, existiendo en la literatura científica nueve métodos diferentes, que conducen a resultados diferentes. Por ello, al calcular cualquier cuantil de datos no agrupados por medio de calculadora, software o manualmente, es básico el saber e indicar el método utilizado.
La función que a cada p le asigna el punto de corte {\displaystyle x_{p}}, es decir, el valor del cuantil de orden p, se denomina función cuantil.

## Cálculo de cuantiles de datos agrupados en intervalos
Calcularemos el cuantil de orden 0,30 de la edad de la población de una aldea resumida en la tabla:
| Edad de la Población | Habitantes | Frecuencia Acumulada |
| -------------------- | ---------- | -------------------- |
| 0-20                 | 9          | 9                    |
| 20-40                | 18         | 27                   |
| 40-60                | 26         | 53                   |
| 60-80                | 7          | 60                   |
| 80-100               | 4          | 64                   |
Nuestro primer paso será hallar el intervalo en que se encuentra nuestro cuantil: De un total de 64 datos, el cuantil 0,30 ocupará la posición np=64×0,3=19,2. Observamos en la columna de frecuencias acumuladas que este valor, por estar comprendido entre 9 y 27, corresponde al intervalo 20-40.
Dentro de este intervalo, seleccionaremos el valor de nuestro cuantil por simple interpolación lineal. Para ello, siguiendo las indicaciones del gráfico, solo será necesario hacer una regla de tres.

Observamos en la figura dos triángulos semejantes: OAB y OCD. El cuantil buscado corresponderá a la abscisa 20+x. Razonando por semejanza, OB=x es a AB=10,2, como OD=20 es a CD=18. Despejando obtenemos x=11,33, luego el cuantil buscado es a 20+x=31,33.

## Cuantiles destacados

### Cuartiles
Los cuartiles son cuantiles que se multiplican por un cuarto de un conjunto de datos. Aparecen citados en la literatura filosófica por primera vez en 1879 por Donald McAlister en el artículo The Law of the Geometric Mean y fueron posteriormente desarrolladas por su mentor, Francis Galton en su publicación Natural Inheritance. Se atribuye a Galton la creación de los términos decil, cuartil y percentil en el artículo honorífico escrito en el centenario de su muerte.
La diferencia entre el tercer cuartil y el primero se conoce como rango intercuartílico. Se representa gráficamente como la anchura de las cajas en los llamados diagramas de cajas.
Dada una serie de valores X1,X2,X3 ...Xn ordenados en forma creciente, podemos pensar que su cálculo podría efectuarse:
- Primer cuartil (Q1) como la mediana de la primera mitad de valores;
- Segundo cuartil (Q2) como la propia mediana de la serie;
- Tercer cuartil (Q3) como la mediana de la segunda mitad de valores.

Pero esto conduce a distintos métodos de cálculo de los cuartiles primero (así como tercero) según la propia mediana se incluya o excluya en la serie de la primera (respecto de la segunda) mitad de valores.
Cálculo con datos no agrupados
No hay uniformidad sobre su cálculo. En la bibliografía se encuentran hasta cinco métodos que dan resultados diferentes. Uno de los métodos es el siguiente: dados n datos ordenados, 
- Para el primer cuartil:

{\displaystyle {\frac {n+1}{4}}}

- Para el tercer cuartil:

{\displaystyle {\frac {3(n+1)}{4}}}

### Percentiles
El percentil es una medida de posición usada en estadística que indica, una vez ordenados los datos de menor a mayor, el valor de la variable por debajo del cual se encuentra un porcentaje dado de observaciones en un grupo. Por ejemplo, el percentil 20 es el valor bajo el cual se encuentran el 20 % de las observaciones, y el 80 % restante son mayores.
Aparecen citados en la literatura científica por primera vez por Francis Galton en 1885.
- P25 = Q1
- P50 = Q2 = mediana
- P75 = Q3

Cálculo con datos no agrupados
Un método para establecer un percentil sería el siguiente:
Calculamos 
{\displaystyle x={\frac {n\cdot i}{100}}}, donde n es el número de elementos de la muestra e i, el percentil. El resultado de realizar esta operación es un número real con parte entera E y parte decimal D.
Teniendo en cuenta estos dos valores, aplicamos la siguiente función:
{\displaystyle P_{i}={\begin{cases}{\text{elemento}}(E+1)&{\text{para }}D\neq 0\\{\frac {{\text{elemento}}(E)+{\text{elemento}}(E+1)}{2}}&{\text{para }}D=0\end{cases}}}

## Cálculos con ordenador

### Con paquetes de software estadístico
Hay varios métodos, que arrojan diferentes resultados, para estimar el valor de los cuartiles El más extenso y coherente es el disponible en el lenguaje de programación R, que incluye nueve ejemplos de abordaje. El software SAS incluye cinco variantes; SciPy, ocho; Stata, cuatro. Los programas de propósito general como una planilla de cálculos, suelen incluir apenas una variante.

### Con software matemático de propósito general
Citaremos en este caso el uso de Scilab, Matlab y Excel. A diferencia de los específicos, un software de propósito general como una planilla de cálculos del tipo de Microsoft Excel, incluye solo uno de los métodos.
Percentiles
En Scilab, los percentiles de un conjunto de datos son calculados con la instrucción “perctl”. A esta instrucción hay que introducirle dos vectores. Uno de ellos “x” debe contener los datos que queremos procesar y en el otro “y”, valores enteros comprendidos entre el 1 y el 100. La función calcula cuales son los valores de “x” que se corresponden con los percentiles indicados en “y”. Por ejemplo:
```
x=[7,12,4,8,3,10,11,5,13,1,12,3,5,1,17,4,8,8,7,19,8,1,7,17,4,7,1,7,3,7,3,13,3,4,7,8,10,2,5,11,5,4,3,5,8];
y=[15,25,60,80]
```

calcularía los percentiles 15, 25, 60 y 80 del conjunto de datos del vector “x”, mostrando en la salida una matriz de dos columnas. En la primera de ellas aparecen los valores de los percentiles pedidos y en la segunda aparece la posición que ocupan en el vector “x” dichos valores:
```
prctile(x,y)
ans  =
   3.     43.
   4.      3.
   7.     media de los elementos 1 y 19.
  10.5    media de los elementos 6 y 7
```

Cuartiles
Siguiendo con Scilab, los cuartiles de la muestra son calculados con la instrucción “quart”. Esta instrucción es más sencilla que la anterior. Basta con introducirle un vector o matriz de valores y nos devolverá un vector con el valor de los cuartiles de los datos introducidos. Scilab también nos permite calcular el rango intercuartilico que es la distancia que hay entre un cuartil y otro. Podemos hacerlo con la instrucción “iqr”. Voy a usar el mismo vector “x” que en el caso anterior:
```
quart(x)
ans  =   3.75   7.    8.5
iqr(x)
ans  =  4.75
```

Para MSExcel se puede usar
```
=cuartil(RANGO, 1)
=cuartil(RANGO, 2)
=cuartil(RANGO, 3)
```

donde RANGO son los datos de los cuales queremos extraer el cuartil y el valor 1, 2 y 3 indican el primer, segundo y tercer cuartil.
Con R el cálculo sería de la siguiente manera
x<-c(7,12,4,8,3,10,11,5,13,1,12,3,5,1,17,4,8,8,7,19,8,1,7,17,4,7,1,7,3,7,3,13,3,4,7,8,10,2,5,11,5,4,3,5,8)
y<-c(15,25,60,80)
quantile(x,y/100)